# Per Knutsen

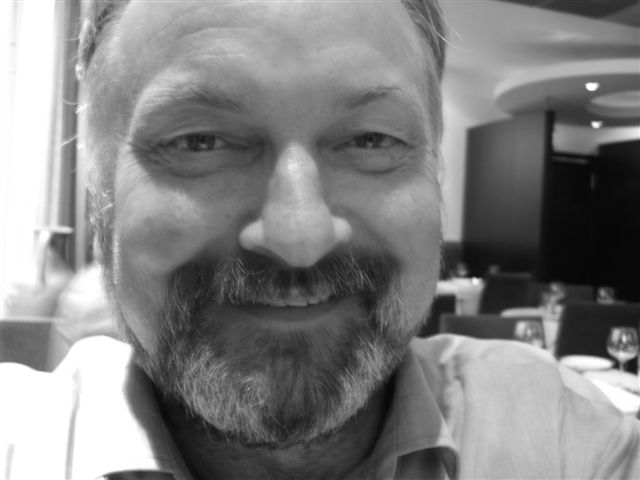
Per Knutsen.

Per Knutsen, född 4 augusti 1951 på Hamarøy i Nordland, död 19 augusti 2022 i Bergen, var en norsk författare och dramatiker. Han skrev flera romaner och skådespel, både för barn, ungdom och vuxna.